# Taranto Open 1988
Taranto Open 1988 — жіночий тенісний турнір, що проходив на відкритих кортах з ґрунтовим покриттям у Таранто (Італія). Належав до турнірів 1-ї категорії в рамках Туру WTA 1988. Турнір відбувся вдруге і тривав з 26 квітня до 1 травня 1988 року. Гелен Келесі здобула титул в одиночному розряді.

## Фінальна частина

### Одиночний розряд
Гелен Келесі —  Лаура Гарроне 6–1, 6–0
- Для Келесі це був єдиний титул за сезон і 2-й - за кар'єру.

### Парний розряд
Андреа Бецнер /  Клаудія Порвік —  Лаура Гарроне /  Гелен Келесі 6–1, 6–2
- Для Бецнер це був єдиний титул за сезон і 2-й - за кар'єру. Для Порвік це був єдиний титул за сезон і 1-й — за кар'єру.